# Soucougnan
Le soukoungnan ou souklian ou volant est une créature surnaturelle des Antilles plus précisément guadeloupéenne. Il s'agit d'une sorte de vampire qui peut prendre l'apparence d'une boule de feu ou d'un oiseau noir. Il est appelé aussi "jan gajé", signifiant qu'une personne a passé un pacte avec le diable. On attribue souvent la transformation en soukounyan à des femmes volantes qui peuvent pénétrer la nuit dans les cases pour épier les gens et boire le sang de leurs victimes.
Son arbre de prédilection est le fromager, appelé aux Antilles « arbre aux esclaves », et également appelé « arbre aux soukounyan ».
La légende prétend que les soukougnan enlèvent leur enveloppe humaine (leur peau) à la nuit tombée, l’accrochant aux branches d'un fromager.
La paralysie du sommeil pourrait être à l'origine de la croyance concernant les soukougnan.
La légende du soukougnan est également présente dans les Antilles anglophones. À Trinité-et-Tobago, pays ayant connu une colonisation française au début du 19e siècle, on dénombre quelques histoires de soukougnan mais aussi de personnages du folklore des Antilles françaises comme le Lougarou ou Ladyablès.